# Pterostichus bispiculatus
Pterostichus bispiculatus är en skalbaggsart som beskrevs av Thomas Casey. Pterostichus bispiculatus ingår i släktet Pterostichus och familjen jordlöpare. Inga underarter finns listade i Catalogue of Life.